# Bernhard Hefti
Bernhard Hefti (* 11. Oktober 1945 in Thun; † 1995 ebenda) war ein Schweizer Bildhauer.
Seine Ausbildung zum Bildhauer führte Hefti nach Zürich und Paris. Ab 1969 arbeitete er im eigenen Atelier und stellte seine Skulpturen als eigenständiger Künstler an verschiedenen Ausstellungen aus. Von 1972 bis 1982 unterrichtete Hefti in Bern und St. Gallen, von 1983 bis 1986 war er beratender Künstler der Kunstkommission Thun. Er zählte auch zu den Aktivmitgliedern der GSMBA (heute visarte). 
1995 starb Bernhard Hefti in Thun.

## Ausstellungen (Auszug)
- 1975 Schweizerische Plastikausstellung Biel
- 1978 Manoir Martigny, Peintres et Scuplteurs de l'Oberland Bernois
- 1982 Sonderausstellung Weihnachtsausstellung Thun
- 1984 Orangerie  Elfenau, Bern
- 1994 Brissago, Berner Oberländer Künstler im Tessin
- 1995 Galerie Wilfried von Gunten, Alte Oele Thun
- 1995 Villa Schüpbach, Kunstsammlung Steffisburg